# Calocybe gambosa
Calocybe gambosa —sin. Tricholoma georgii L. 1753—, comúnmente conocido como perrechico, perretxiko, seta de San Jorge o seta de primavera es un hongo basidiomiceto de la familia Lyophyllaceae. Su seta es comestible, muy apreciada en las regiones del norte de España, especialmente País Vasco, Navarra, Aragón (dobde se conoce como "usón") y La Rioja, donde aflora  en marzo. También es muy popular en Cataluña, donde se conice como moixernó y es un componente esencial del "fricandó", un guisado de ternera con estas setas. En Italia se le conoce como prugnolo y es un comestible muy popular.
Crece en grupos formando sendas o "perretxikales". Presenta un sombrero carnoso de 4 a 15 cm de diámetro de color blanco o crema y superficie lisa y mate. El margen está muy enrollado cuando es joven, abriéndose más tarde. Las láminas son apretadas, estrechas y escotadas, de color blanco. El pie es robusto y del color de las láminas. La carne es compacta con un cierto aroma harinoso. La esporada es blanca.

## Nombres comunes
Lansarón, moixernó, isón, muixardón, muixordón, musarón, seta de carrerilla, seta de mayo, seta de primavera, seta de San Jorge, seta fina, sisón, usón, seta de cuco, perretxico o perro chico.